# Tovohery Rabenandrasana
Tovohery Rabenandrasana (ur. 11 grudnia 1987 w Antsirabe) – madagaskarski piłkarz występujący na pozycjach pomocnika i obrońcy.